# Bangor Football Club
Il Bangor Football Club è una società calcistica nordirlandese con sede nella città di Bangor. Fondata nel 1918, oggi milita nella seconda serie nazionale, la IFA Championship 1. Possiede anche una sezione femminile.
Disputa i match interni nello stadio Clandeboye Park, che ospita 2.850 spettatori, di cui 504 seduti.

## Storia
Nella sua storia ha conquistato una Irish Cup ed una Irish Football League Cup nel 1993; ha inoltre disputato tre edizioni delle coppe europee.
Nella stagione 2015-2016 di IFA Premiership, dopo un'annata altalenante riesce ad arrivare 10° su 14 e ad ottenere la salvezza.
| Stagione | Competizione      | Turno         | Nazione               | Avversario    | Andata | Ritorno | Totale |
| -------- | ----------------- | ------------- | --------------------- | ------------- | ------ | ------- | ------ |
| 1991-92  | Coppa UEFA        | Trentaduesimi | Rep. Ceca (bandiera)  | Sigma Olomouc | 0-3    | 0-3     | 0-6    |
| 1993-94  | Coppa delle Coppe | Preliminare   | Cipro (bandiera)      | APOEL         | 1-1    | 1-2     | 2-3    |
| 1994-95  | Coppa delle Coppe | Preliminare   | Slovacchia (bandiera) | Tatran Prešov | 0-1    | 0-4     | 0-5    |

In grassetto le gare casalinghe.

## Palmarès

### Competizioni nazionali
- Irish Cup: 1

1992-1993
- Irish Football League Cup: 1

1992-1993
- IFA Charity Shield: 1

1993 (titolo condiviso)
- Premier Intermediate League: 1

2022-2023
- Championship: 1

2024-2025
- City Cup: 2

1970-1971, 1976-1977

### Competizioni regionali
- Ulster Cup: 2 
  - 1991/92, 1994/95

- County Antrim Shield: 3 
  - 1969/70, 1974/75, 1988/89

- Mid-Ulster Cup: 1

1995-1996

### Altri piazzamenti
- Campionato nordirlandese:

Secondo posto: 1990-1991
Terzo posto: 1955-1956, 1992-1993
- Irish Cup:

Finalista: 1937-1938, 1993-1994
Semifinalista: 2024-2025
- Irish Football League Cup:

Semifinalista: 1990-1991, 1994-1995, 2014-2015
- IFA Charity Shield:

Finalista: 1994